# 东沟乡 (互助县)
东沟乡，是中华人民共和国青海省海东市互助土族自治县下辖的一个乡镇级行政单位。

## 行政区划
东沟乡下辖以下地区：
塘拉村、大庄村、尔开村、沟脑村、花园村、卡子村、口子村、龙一村、龙二村、洛少村、纳卡村、年先村、石窝村、姚马村、昝扎村和曹家村。

## 中国传统村落
2012年，大庄村被评为首批“中国传统村落”。